# Rasclet perlat
El rasclet perlat (Sarothrura pulchra) és una espècie d'ocell de la família dels sarotrúrids (Sarothruridae).

## Hàbitat i distribució
Habita vegetació de ribera a la selva de l'Àfrica central i Occidental, des del Senegal, Gàmbia, Guinea Bissau i Guinea, cap a l'est, pel sud de la República Centreafricana fins a Uganda i oest de Kenya i cap al sud per la conca del Congo fins a Angola, República Democràtica del Congo i nord de Zàmbia.